# 찰리 패튼
찰리 패튼(Charley Patton, 1885년 7월 12일 혹은 1891년 4월~1934년 4월 28일)은 미국의 싱어송라이터 및 기타리스트이다. 그는 델타 블루스의 아버지이자 20세기에 가장 중요한 음악가들 중 한 명으로 인정받으며, 최초의 로큰롤러였을 수도 있다. 로버트 산텔리는 그의 중요성이 매우 크며, 로버트 존슨부터 존 리 후커에 이르기까지 그의 영향력을 찾아볼 수 있다고 작성했다.
그는 찰리를 'Charlie'로 작성했으나 대체로 'Charley'로 표기한다.

## 생애

### 유년기~활동 전
여러 자료에선 그가 1891년 4월에 힌즈군에서 태어났다고 밝히고 있다. 그러나 밥 L. 이글과 에릭 S. 르블랑은 1885년 7월 12일에 힌즈 카운티에 있는 헤론스 플레이스에서 태어났다고 작성했다. 부모는 윌리엄 (빌) 패튼과 애니 패튼이었는데, 샘 채트몬(Sam Chatmon)은 찰리와 자신이 형제 사이라고 주장하며 핸더슨 채트몬(Henderson Chatmon)이 실제 아버지일 수 있음을 암시했다. 하지만 이를 반박하는 증거 또한 있다.
아버지 빌 패튼은 1897년에 미시시피 델타에서 농장주와 일용직 노동자에게 제공하기 시작한 경제적 기회를 주는 것을 노리고 윌 도커리 플렌테이션으로 이주했다. 이후 1901년에서 1904년 사이, 그는 가족과 도커리 플랜테이션에 정착했다. 그들은 이곳에서 일하고자 하였다. 찰리의 가족은 당시 흑인들 중에선 재산이 부유한 편에 속했으며 9학년까지 학교를 다녔다. 이 교육은 대부분 그가 도커리로 이주하기 전에 이루어진 것으로 보인다.
그의 아버지는 교회의 장로였고 아이들을 엄하게 키웠다. 이로 인해 그는 주일 예배에 참석하면서 철저한 종교 교육을 받았다. 그는 성경에 능통했고 설교도 한 적이 있었다. 그는 음악가로 살면서도 기독교에 대한 관심을 유지했으며, 방탕한 음악가의 삶과 설교자의 삶 사이에서 거의 평생을 갈등했고, 그의 음반에서 기독교적인 내용을 여러 번 사용했다. 로버트 팔머는 그가 정기적으로 음악과 방탕한 삶을 그만두고 설교자로 살려 했으나 이런 결심은 오래 가지 못했다고 말한다.
그는 어릴 적부터 음악에 관심을 보였고 7세에 기타를 연주하기 시작했다. 아버지는 기타 연주를 죄로 여겨 그에게 빈번히 체벌을 가했지만, 결국 포기하고 그가 14살이 됐을 때 직접 기타를 사주었다. 그는 10살에 음악적 활동으로 돈을 벌기도 했다.
그는 10대 초에 도커리에서 일용 노동자로 일하던 중 같은 일용 노동자이자 음악가였던 헨리 슬로안(Henry Sloan)을 만났다. 그는 헨리에게 가르침을 받으며 그와 함께 공연했다. 그는 헨리에게 배우면서 독창적인 스타일을 만들어냈다. 이후 19세의 그는 1929년에 녹음한 “Down The Dirt Road Blues”와 “Pony Blues”를 만들어낸 능숙한 작곡가이자 뛰어난 연주자였다. 또한 그는 헨리 슬로안을 만나고 얼마 안 가 그의 지역의 음악에서 중심적인 인물이 됐고 로버트 존슨 등의 멘토 역할을 해주었다.
어니스트 브라운(Ernest Brown)은 그가 1912년경부터 유명해지기 시작했다고 말했다. 그는 같은 시기에 드류의 작은 마을에서 긴 시간을 보내며 그곳에서 훗날 유명해질 음악가(윌리 브라운 등)를 만났다. 존 파헤이(John Fahey)는 이것이 델타 블루스에 대한 그의 영향력이 시작된 지점일 수도 있다고 생각했다. 그는 1916년 W. C. 핸디(W. C. Handy)에게 밴드에 관한 권유를 받기도 했으나 악보를 읽지 못해 거절한 바 있다. 제1차 세계 대전 때는 복무를 위해 신체 검사를 받았는데 승모판 협착이 발견되어 복무하지 않았다. 그의 이런 심장병은 선천적인 것이었다.

### 음악가 활동
그는 1914년경 채트몬 일가와 활동했고 볼튼과 에드워즈 주변의 음악가들과도 연주한 것으로 추정된다. 활동 초창기의 그는 미시시피 강을 따라 여러 마을에서 연주하며 돈에 쪼들렸으나, 점차 인기가 높아지면서 활동 범위를 넓혔다. 그러다 수요가 계속 늘면서 본인이 공연할 시간과 장소를 선택할 수 있게 되자 곧 떠돌아다니는 생활을 그만둔다. 그가 연주한 장소는 대부분 주크 조인트, 가게, 하우스 파티, 피크닉 4가지였다. 또한 그는 1926년경부터 자신이 기타를 가르쳐주고 끊임없이 음악적 논쟁을 펼쳤던 윌리 브라운과 자주 활동했다.
그의 신장은 165cm 정도로 크지 않았으나 머리 뒤에서 기타를 치는 등의 퍼포먼스를 선보였고 (음주와 흡연으로 만들어진) 거친 목소리, 큰 성량, 다양한 장르를 다루는 것으로 이를 메꿨다. 또한 그는 교회에서 종교 활동도 했다.

### 녹음
1929년, 당시 미시시피의 플랜테이션에서 큰 인기를 누리고 있던 그는 헨리 스피어(Henry Speir)의 심사를 통과하고 녹음할 기회를 잡았다. 이후 1929년 6월 14일, 인디애나주 리치몬드에서 16곡을 녹음하며 데뷔했다. 이 중 'Prayer Of Death'는 엘더 J.J. 해들리(Elder J.J. Hadley)로, 'Screamin' And Hollerin' The Blues' · 'Mississippi Boweavil Blues'는 더 마스크드 마블(The Masked Marvel)로 발매됐다. 그의 곡들은 상업적 성공을 거두었으며, 녹음한 곡 중 'Pony Blues', 'High Water Everywhere'는 특히 큰 인기를 얻었다.
이후 1929년 10월경 1929년에 미시시피주 룰라에서 만난 것으로 추정되는 동료 음악가인 헨리 심스(Henry Sims)와 듀오로, 일부 곡은 솔로로 해서 곡들을 녹음했다. 1930년엔 파라마운트 레코드에서 추가 녹음 요청이 들어왔고, 이에 그는 선 하우스(Son House), 윌리 브라운, 루이스 존슨(Louise Johnson)을 데려오기로 한다. 1930년 5월 28일경에는 윌리 브라운과 1곡을 녹음했다. 같은 해 8월경엔 2곡은 윌리 브라운과, 1곡은 솔로로 녹음했다. 1930년 파라마운트 레코드 측에선 그의 13곡을 발매했다.

### 마지막 녹음
그는 버사 리 페이트(Bertha Lee Pate)와 1933년에 홀리 리지에 정착했다. 그러다 1934년 초에 그는 그녀와 크게 싸웠고 그녀와 함께 미시시피주 벨조니 교도소에 수감되었다. 이후 보컬리온 레코드에서 일하는 W. R. 칼라웨이(W. R. Calaway)는 녹음을 하게 하기 위해서 그들을 감옥에서 빼와 뉴욕으로 가게 했다. 그렇게 그들은 1934년 1월 31일 및 2월 1일에 뉴욕시에서 곡들을 녹음했다. 이것이 그의 마지막 녹음이었다. 그는 카주도 다룰 줄 알았으나 녹음에는 한 번도 쓰지 않았다.

### 최후
그와 버사는 나중에 홀리 리지로 돌아왔고 그녀는 그의 마지막 날을 목격했다.
그는 1929년 이후로 건강이 악화되어갔다. 선천적인 심장 문제가 주 요인이었으나, 경제 침체, 불규칙한 수입과 생활 방식, 술과 질 나쁜 음식을 많이 먹었던 것도 건강 악화에 이바지했다. 1934년 4월 28일, 히스만-베드햄에서 버사 리 페이트의 무릎에 누운 채 사망했다. 그의 사망 증명서에는 승모판 장애로 숨졌다고 나와있다. 그의 죽음은 보도되지 않았다. 사후 홀리 리지의 로빈슨 플렌테이션에 있는 새예루살렘 M.B. 교회에 안장됐다. 그는 생전 흑인 사회에서 누렸던 큰 인기를 백인 사회에서도 거의 비슷하게 누렸다.

## 사적인 부분

### 배우자
그는 1908년 9월 12일, 클리블랜드에서 거트루드 루이스와 함께 결혼 허가증을 신청했다. 결혼 증명서는 완료되지 않았다. 찰리의 여동생 비올라는 이게 그의 첫 번째 결혼이라고 진술했다. 그는 비슷한 시기에 리지 테일러와 만나기 시작했고 이 관계는 몇 년 간 지속되었다. 이후 그는 1909년 혹은 10년에 관계를 시작한 것으로 추정되는 밀리 반스와의 사이에서 딸 차이나 루를 보게 된다. 그는 밀리를 떠나 음악가 티-나이시 웨이드(Tee-Nicey Wade)와 아칸소주 더못으로 갔으나 딸을 만나기도 했다.
그는 1913년 4월 18일엔 인디애나폴리스에서 델라 스콧과 결혼을 신청했다. 이후 1915년, 루이지애나주 켄트우드를 방문한 그는 그곳에서 샐리 홀린스와 만나게 된다. 그 뒤 1916년 2월 2일 그녀와의 사이에서 아들 조니를 봤다. 1918년 12월 25일엔 샐리가 이사한 뉴올리언스에서 아들 윌이 태어났다. 그는 샐리와 두 아들을 선플라워 플렌테이션으로 이주시켰고, 이후 그는 가족과 살지 않았고 방문도 거의 하지 않았다. 윌은 그가 또 다른 아내와 5명의 남자아이와 6명의 여자아이를 같은 곳에 정착시켰고 그들에게 180에이커의 땅을 남겨줬다고 말했다. 또한 찰리는 I. C. 워커의 결혼식 때문에 연주하던 1933년경에 그들을 방문해 자식에게 50센트를 주었다. 윌은 이것이 아버지에게 받은 전부였기에 평생 이를 두고 분노했다.
1916년경 그는 샐리와 교제하고 있었음에도 마사 크리스찬과 사귀었다. 로제타는 그 둘이 클리블랜드에서 결혼했다고 말했으나 결혼 기록은 없었다. 그러나 찰리는 1918년 9월 12일에 배우자로 마르타를 기재했으며 그들이 레노바에 있는 본인 아버지의 농장에서 살았다고 진술했다. 또한 그들 사이에서 1917년 8월 10일에 태어난 로제타는 '합법적 출생'으로 기록되었다. 로제타는 그들의 결혼 생활이 1~2년이었지만, 1929년경까지 그가 그녀와 마르타를 자주 방문했고 그녀에게 용돈을 쥐어줬다고 말했다. 그녀는 그가 한 번 그녀보다 조금 연상인 그의 딸 윌리 메 터너를 데려온 적이 있었으며, 유아기에 죽은 아들에 대해 말했다고 진술했다.
그는 1918년 11월 12일, 록시 모로와의 결혼을 위해 결혼 허가증을 신청했다. 이후 11월 25일에 결혼했으나, 1921년 12월 21일에 미니 프랭클린과 인디애놀라에서 결혼 허가를 받아 1922년 1월 5일에 결혼했다. 찰리의 여동생 비올라는 그들이 메리골드에서 만났다고 진술했다. 미니는 1924년에 그를 떠났다고 말했다. 이후 1924년 6월 7일 매티 파커와 결혼 허가를 받았다. 그는 1924년에서 1930년 사이 유디 혹은 수디라는 여성과 동거했으며, 1926년 4월 22일에 버사 리드와 클리블랜드에서 결혼 허가를 받아 결혼했다. 결혼 증명서는 5월 8일에 제출됐다. 톰 캐넌은 그들이 2~3년을 결혼 관계를 유지했다고 진술했다. 그는 'Moon Going Down'에서 로제타 헨리란 여성을 언급하기도 했다. 또한 그는 추가 녹음 요청 당시 데려오기로 한 루이스 존슨에게 구애하려 했다.
그의 마지막 배우자는 룰라에서 만난 버사 리 페이트였다. 그들은 1929년에 만난 것으로 추정된다. 그들은 홀리 리지에서 톰 로버트슨이란 백인의 사유지에서 거주했다. 찰리의 조카와 조카딸은 그들이 잘 지냈다고 말하지만 다른 사람들은 그들이 공공장소에서 자주 말다툼을 벌였다고 회상했다. 한 친구는 버사가 찰리를 땅에 눕혀놓고 주먹으로 계속 때렸던 싸움을 회상하기도 했다. 그 둘은 1932년 혹은 1933년까지 동거를 안 했을 수도 있다. 그러나 침례교 성가대에서 활동하던 그녀는 그와 마지막까지 함께 했으며, 말년의 그의 신앙을 강하게 해줬을 것으로 추정된다.
그는 애인과 자주 싸웠으며 싸움을 끝내려고 기타로 폭력을 휘둘렀다.

### 성격
1967년 인터뷰에서 1930년부터 그를 알고 있었던 선 하우스는 그가 논쟁적이었고, 쪼잔했으며, 읽고 쓸 줄 몰랐고, 음악에 별 신경을 쓰지 않았으며, 청중을 위한 광대가 되길 선호했다고 말했다. 선 하우스의 인터뷰를 바탕으로 게일 딘 워드로우(Gayle Dean Wardlow)와 스티븐 칼트(Stephen Calt)는 그를 문맹, 자기중심적, 술고래, 대식가, 여성을 나쁘게 대하는 사람으로 묘사했다. 로버트 팔머는 그가 우울한 기분과 종종 죄악감에 고통받았지만, 원할 때 술에 취하고 머물고 가고 떠나며 가는 곳마다 여자를 선택했다고 서술했다.

### 사진과 외모
그의 전신이 드러난 사진은 2003년에 발견되었다. 이 사진에서 그는 다소 밝은 편의 외모와 곱슬머리를 가지고 있는 것으로 나타난다. 일반적으로 아프리카계 미국인으로 간주되나, 그의 가족 이력을 보면 백인, 흑인, 체로키인이 섞여있다.

## 영향력 및 영예
그의 음악은 20세기의 모든 블루스 음악가들에게 영향을 미쳤다. 1980년에 블루스 명예의 전당에 헌액됐고, 2006년에는 'Pony Blues'가 중요성을 인정받아 National Recording Registry에 추가되었으며, 2007년 홀리 리지에 있는 그의 묘지에 최초의 기념비를 세웠다. 2021년 그는 로큰롤 명예의 전당에 개척자로 헌액됐다. 그의 78rpm 레코드는 수천 달러 이상의 가격으로 수집되고 있다.